# Санремо
Санремо (итал. Sanremo) град је у северозападној Италији. Град је највећи град округа Империја у оквиру италијанске покрајине Лигурија. Ван Италије најпознатији је по истоименом музичком фестивалу.

## Географија
Град Санремо је смештен у западном подручју Ђеновског залива, дела Тиренског мора. Француска граница се налази близу града, свега 15 km западно. Град се сместио у невеликој приморској долини, изнад које се стрмо издижу Лигуријски Алпи.

## Историја
Године 1920. у граду је одржана Конференција у Санрему, на којој су победничке силе у Првом светском рату одлучивале о судбини пораженог Османског царства.

## Становништво
Према резултатима пописа становништва 2011. у општини је живело 54.137 становника.
| 1931.  | 1936.  | 1951.  | 1961.  | 1971.  | 1981.  | 1991.  | 2001.  | 2011.  |
| ------ | ------ | ------ | ------ | ------ | ------ | ------ | ------ | ------ |
| 29.583 | 33.003 | 40.464 | 55.209 | 62.210 | 61.170 | 56.003 | 50.608 | 54.137 |

Санремо данас има преко 55.000 становника, махом Италијана. Током протеклих деценија у град се доселило много досељеника из иностранства.

## Привреда
Градска примвреда се махом ослања на туризам, који се, опет, ослања на светски познат музички спектакл, Фестивал у Санрему. Град је познат и по аутомобилизму (релију) и казину.
Околина града познат по узгајању и изложбама цвећа (Санремо зову и „Град цвећа"), које се даље прерађује у индустрији парфема.

## Партнерски градови
- Хелсингер
- Атами
- Карлскога
- Будва
- Тортона

## Галерија
- Марина у Санрему
- Улица у старом граду
- Руска црква у Санрему
- Градски казино